# Dzihunia
Dzihunia is een geslacht van straalvinnige vissen uit de familie van de bermpjes (Nemacheilidae).

## Soorten
- Dzihunia amudarjensis (Rass, 1929)
- Dzihunia ilan (Turdakov, 1936)
- Dzihunia pseudoamudarjensis Sheraliev & Kayumova, 2024[1]
- Dzihunia turdakovi Prokofiev, 2003